# Vrienden (Marco Borsato, André Hazes jr. & Nick & Simon)
Vrienden is een single van de Nederlandse zangers Marco Borsato, André Hazes jr. en Nick & Simon met Diggy Dex, VanVelzen, Jeroen van Koningsbrugge & Xander de Buisonjé uit 2018. Het was de themasong voor het twintigste jaar van De Vrienden van Amstel LIVE!, waar Nick & Simon gastheren van waren.

## Achtergrond
Vrienden is geschreven door Paskal Jakobsen, John Ewbank en Gordon Groothedde en geproduceerd door Ewbank en Groothedde. Het is een cover van het gelijknamige nummer op het album Thuis van Borsato. Borsato vertelde in het interview dat het plezier wat zij hadden met het opnemen van het lied, terug te vinden is in het nummer. In de videoclip is een montage van de zangers op het eerste van de veertien concerten van De Vrienden van Amstel LIVE! van dat jaar, te zien. Het nummer was commercieel gezien geen groot succes. Het bleef in de Tipparade van de Top 40 steken, waar het kwam tot een bescheiden zevende positie.